# Sungai Pura
Sungai Pura is een bestuurslaag in het regentschap Bengkulu Utara van de provincie Bengkulu, Indonesië. Sungai Pura telt 288 inwoners (volkstelling 2010).